# Clocher d'Ivan le Grand
Le clocher d'Ivan le Grand est le plus haut des clochers du kremlin de Moscou.
Construit entre 1505 et 1508 par Marco Bon Fryazin ("l'Italien" ou "Friazine"), le clocher d'Ivan le Grand remplace une église en pierre bâtie à cet endroit en 1329. Agrandi en 1600 sous le règne de Boris Godounov, il reçut un nouveau dôme. Des arcs-diadèmes ou kokochniks sont également ajoutés sur la partie haute du clocher. Cet agrandissement est commémoré par trois lignes de texte en slavon inscrit en lettres d'or sous le dôme. 
Sa hauteur est de 81 mètres. Il est situé à l'entrée de la Place des cathédrales et sert de campanile tout à la fois à la Dormition, à celle de l'Annonciation et à celle de  Saint-Michel Archange qui en sont dépourvues.
Ce clocher d'Ivan le Grand est une variante d'église-clocher ou d' Église ijé sous les cloches. Il est fait de prismes octogonaux posés les uns sur les autres, sur trois étages, dont chacun comprend sur ses huit côtés une niche qui abrite une cloche.
Au niveau inférieur des pilastres sont réunis par une frise d'arcature héritée de l'architecture de l'époque pré-mongole. Les kokochniks de la partie haute érigée en 1599-1600 sur l'ordre de Boris Godounov sont eux caractéristiques de la fin du XVIe siècle et du début du XVIIe siècle.
En 1532-1534 l'architecte italien Petrok Maly ajoute à l'ensemble une église dans le style de Novgorod et de Pskov qui est dédiée à la Résurrection puis après 1563 à la  Nativité-du-Christ. Au début du XVIIe siècle, elle se voit ajouter un clocher à forme pyramidale. Cette église de la Nativité est détruite par les français de la Grande Armée en 1812. Elle sera reconstruite sous ses formes anciennes en 1814-1815.     

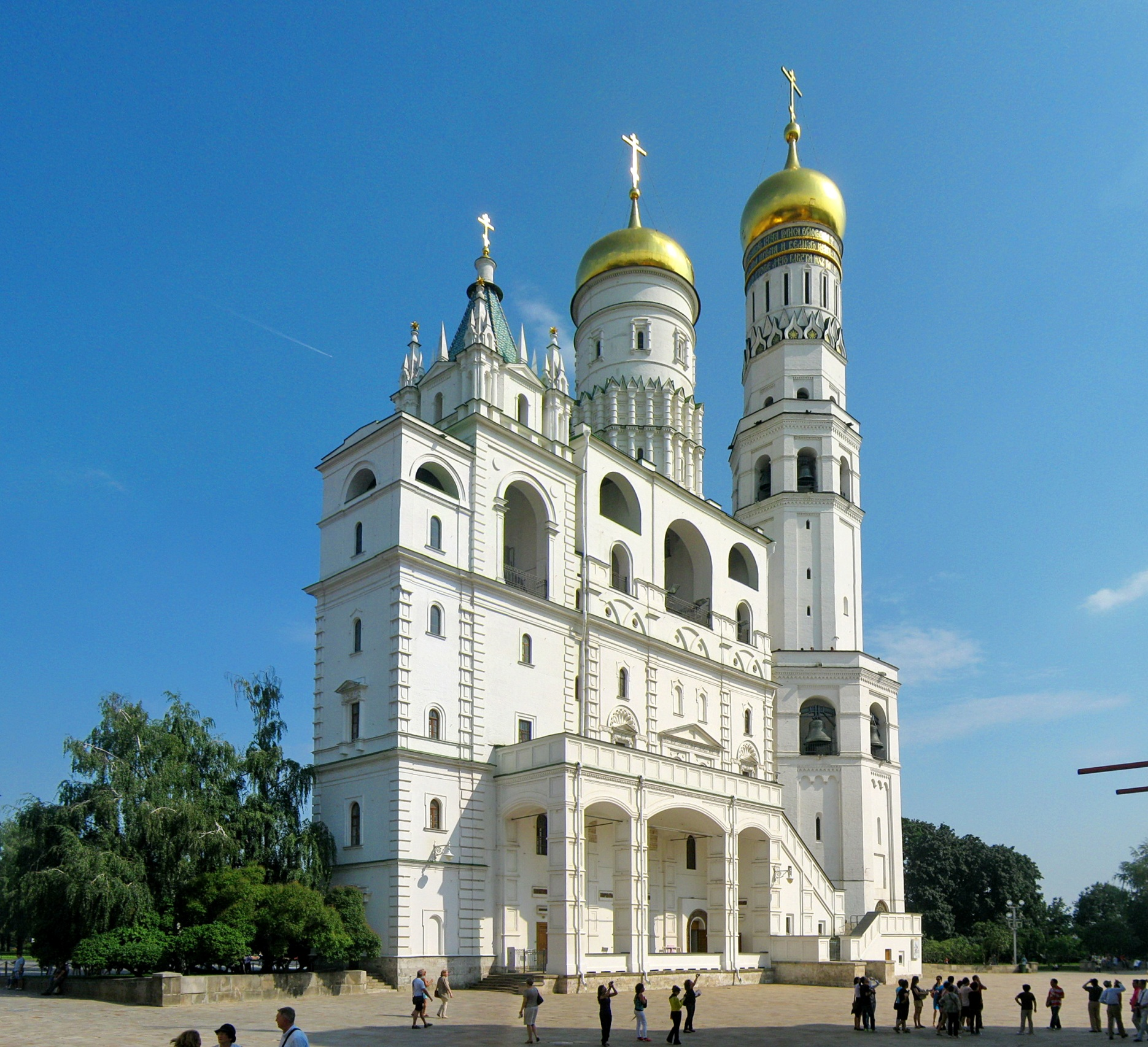
À gauche, à l'avant-plan, l'église de la Nativité avec son clocher en pyramide

En 1812, durant l'occupation de Moscou par les armées de Napoléon Bonaparte le quartier général du général Jacques Alexandre Law de Lauriston se trouvait dans le clocher d'Ivan le Grand, ainsi qu'un sémaphore. Napoléon ordonne de retirer la croix dorée au sommet du clocher. Selon la tradition, un vol de nombreux corbeaux volant autour de la croix empêche les français de réaliser l'ordre. La croix tombe au sol. Après 1812 c'est une nouvelle croix recouverte de plaques de cuivre doré qui a été replacée au sommet. Sur celle-ci sont écrits les mots « Tsar Glorieux ».

## Texte

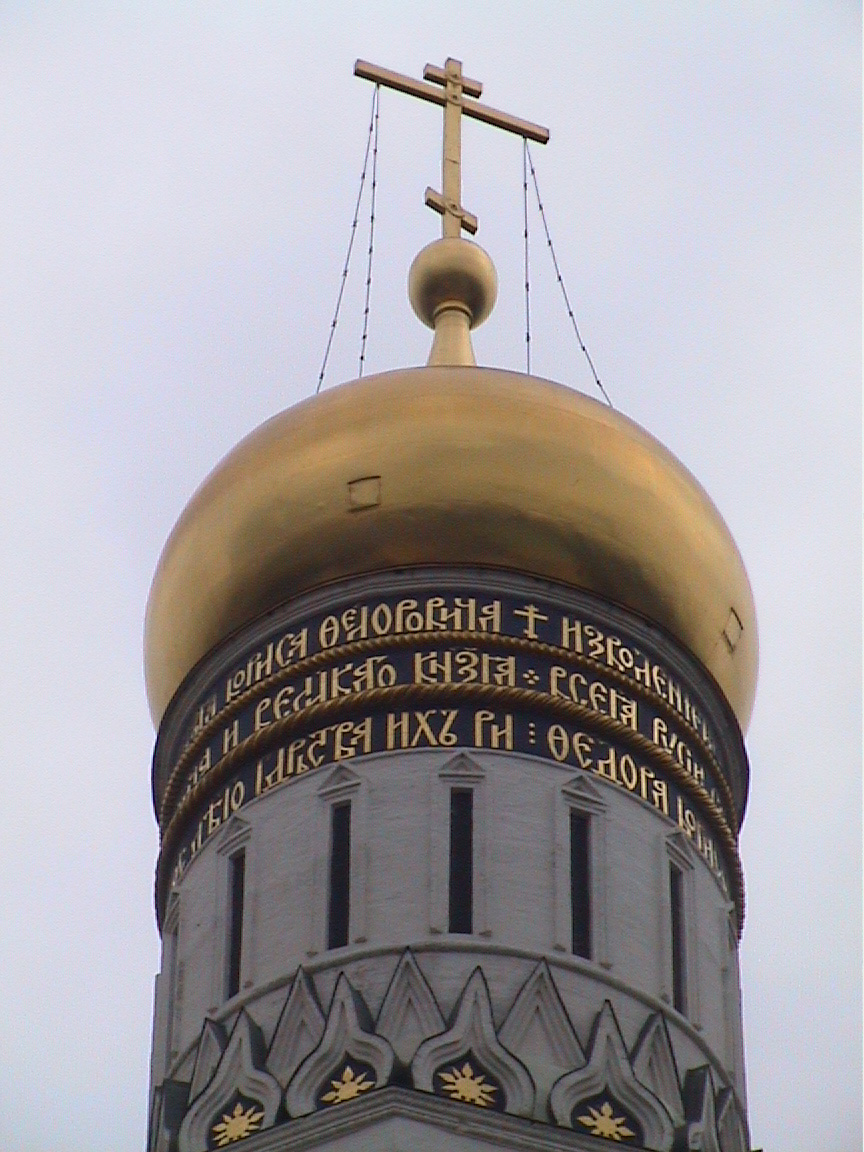
On peut lire sur la première rangée « Бориса Федоровича », nom de Boris Godounov, et sur la seconde « Великаго Князья всея Руси » (Grand Prince de toutes les Russies)

Le texte sous le dôme est, en russe moderne :
« Изволением святыя Троицы повелением великого государя царя и великого князя Бориса Федоровича
всея Руси самодержца и сына его благоверного великого государя царевича князя
Федора Борисовича всея Руси сий храм совершен и позлащен во второе лето государства их р҃и҃
Par la bonté de la sainte Trinité et la volonté du grand souverain et grand prince Boris Fedorovitch
autocrate de toutes les Russies et son digne fils le grand souverain tsarévitch prince 
Fedor Borissovitch de toutes les Russies la présente église fut érigée et dorée la deuxième année de leur règne l’an 7108 »